# Rypin
Rypin (uttalas [ˈrɨpʲin]) är en stad i Kujavien-Pommerns vojvodskap i Polen. Staden har en yta på 10,96 km2, och den hade 16 739 invånare år 2014.